# ایگناسیو اسکوکو
ایگناسیو اسکوکو (انگلیسی: Ignacio Scocco؛ زادهٔ ۲۹ مهٔ ۱۹۸۵) بازیکن فوتبال اهل آرژانتین است.
از باشگاه‌هایی که در آن بازی کرده‌است می‌توان به باشگاه فوتبال اونیورسیداد ناسیونال، باشگاه ورزشی اینترناسیونال، باشگاه فوتبال العین، باشگاه فوتبال ساندرلند، باشگاه فوتبال نیولز اولد بویز، و باشگاه فوتبال آ. ا. ک آتن اشاره کرد.
وی همچنین در تیم‌های ملی فوتبال زیر بیست سال آرژانتین و آرژانتین بازی کرده‌است.